# Laticlypus
Laticlypus is een geslacht van uitgestorven zee-egels uit de familie Collyritidae.

## Soorten
- Laticlypus giganteus Szörenyi, 1966 †
- Laticlypus giganteus Szörényi, 1966 †